# Namchaidordschiin Bajarmaa
Namchaidordschiin Bajarmaa (mongolisch Намхайдоржийн Баярмаа; * 1. Juni 1978 in Ulaanbaatar) ist eine ehemalige mongolische Gewichtheberin.

## Karriere
Bajarmaa erreichte bei den Asienmeisterschaften 2000 den fünften Platz in der Klasse bis 58 kg. Bei den Weltmeisterschaften 2001 wurde sie Siebte. Siebte war sie auch bei den Asienspielen 2002. 2004 wurde sie bei den Asienmeisterschaften Fünfte. Im selben Jahr nahm sie an den Olympischen Spielen in Athen teil und belegte den 14. Platz. Bei den Asienspielen 2006 wurde sie Fünfte.
2008 erreichte sie bei den Asienmeisterschaften den vierten Platz, nun in der Klasse bis 63 kg. Danach nahm sie in Peking an ihren zweiten Olympischen Spielen teil, bei denen sie Zehnte wurde. Bei den Asienspielen 2010 war sie Sechste. Bei den Weltmeisterschaften 2011 wurde sie Zehnte im Stoßen, im Reißen hatte sie jedoch keinen gültigen Versuch. 2012 wurde sie bei den Asienmeisterschaften wieder Vierte. Allerdings wurde sie wegen Dopings nachträglich disqualifiziert und für 13 Monate gesperrt. 2013 wurde sie erneut positiv getestet und lebenslang gesperrt.